# Заслуженный деятель искусств Республики Марий Эл
Заслуженный деятель искусств Республики Марий Эл (луговомар. Марий Эл Республикысе сымыктышын сулло пашаеҥже) — государственная награда, почётное звание Республики Марий Эл.

## История
Учреждено Указом Президиума Верховного Совета Марийской АССР от 27 августа 1939 года.

## Основания награждения
Установлено для высокопрофессиональных режиссёров, балетмейстеров, дирижёров, хормейстеров, композиторов, драматургов, художников, архитекторов, дизайнеров, искусствоведов и др. деятелей искусств, внёсших значительный вклад в развитие культуры и искусства, за большие заслуги в воспитании и подготовке творческих кадров, создании научных трудов и работающих в области искусства 15 и более лет.
Присваивается Главой Республики Марий Эл (ранее Президиумом Верховного Совета Марийской АССР) с вручением удостоверения и нагрудного знака. По состоянию на 1 июля 2008 года звания удостоены 117 человек.

## Список обладателей почётного звания[1]

### Заслуженные деятели искусств Марийской АССР
- - Николай Арбан (1944)
  - Николаев Сергей Николаевич (1946)
  - Савельев Сергей Иванович (1946)
  - Сахаров Лев Николаевич (1946)
  - Никифоров Пётр Никифорович (1951)
  - Смирнов Кузьма Алексеевич (1951)
  - Шабердин Филипп Павлович (1952)
  - Гейст Константин Романович (1956)
  - Пекаторос Ариадна Георгиевна (1956)
  - Сидушкин Нифонт Афанасьевич (1956)
  - Пландин Иван Михайлович (1958)
  - Козьмин Владимир Манасьевич (1960)
  - Иванов Сергей Иванович (1963)
  - Таныгин Гавриил Фёдорович (1963)
  - Волков Арсений Афанасьевич (1967)
  - Луппов Анатолий Борисович (1968)
  - Орлова Лилия Александровна (1970)
  - Пушков Борис Сергеевич (1971)
  - Осокин Георгий Михайлович (1972)
  - Тёмин Виктор Антонович (1973)
  - Мурашко Михаил Петрович (1973)
  - Ширнин Анатолий Александрович (1973)
  - Куценко Виталий Данилович (1973)
  - Белков Юрий Сергеевич (1977)
  - Ведерников Николай Иванович (1977)
  - Кириллова Сарра Степановна (1979)
  - Чебатурина Раиса Сергеевна (1979)
  - Бакулевский Александр Сергеевич (1980)
  - Вдовина Антонина Васильевна (1980)
  - Гусев Геннадий Петрович (1980)
  - Куприянов Владислав Порфирьевич (1980)
  - Алексеев Виталий Михайлович (1981)
  - Лаврентьев Зосим Фёдорович (1983)
  - Ярденко Екатерина Ивановна (1986)
  - Элембаев Станислав Михайлович (1989)
  - Кувшинская Людмила Анатольевна (1991)
  - Ямбердов Иван Михайлович (1991)

### Заслуженные деятели искусств Республики Марий Эл
- - Незнакин Анатолий Васильевич (1992)
  - Курочкин Владимир Демидович (1995)
  - Захаров Вениамин Александрович (1996)
  - Иркабаев-Этайн Олег Геннадьевич (1997)
  - Абукаев-Эмгак Вячеслав Александрович (1999)
  - Маклыгин Александр Львович (2004)
  - Архипова Элина Анатольевна (2008)
  - Гордеев Геннадий Филимонович (2005)
  - Веркау Борис Рихардович